# As Marcianas
As Marcianas é uma dupla sertaneja brasileira formada em 1981 originalmente pelas irmãs Celina e Ivone Sant'Angelo, filhas do cantor João Mineiro. Desde 2000 Adriana Bastos assinou a segunda voz ao lado de Celina. Uma das primeiras duplas femininas no sertanejo a atingir fama nacional, As Marcianas tiveram como maiores sucessos "Vou Te Amarrar na Minha Cama" e "Porque Brigamos".

## Carreira
Em 1981 as irmãs Celina e Ivone Sant'Angelo, filhas do cantor João Mineiro, decidiram cantar em dupla, adotando o nome As Marcianas em referência ao padrinho, Marciano, que fazia dupla com seu pai. O primeiro álbum veio em 1984 e, a partir de então, as irmãs fizeram sucesso com músicas como “Sedução” e “Noites Mal Dormidas”. O álbum lançado em 1986 foi o primeiro de uma dupla sertaneja feminina a receber o disco de ouro e platina. Em 1991 Ivone decidiu seguir carreira solo e a paranaense Geizi Bel passou a fazer dupla com Celina. O primeiro álbum da nova formação vendeu 300 mil cópias embalado pelo sucesso "Vou Te Amarrar na Minha Cama" e elas receberam o Troféu Imprensa e o Canário de Ouro como a melhor dupla feminina do ano.
Em 1994 Geizi Bel deixou a dupla após seu marido morrer e Silvana Miranda assumiu a segunda voz pelos próximos três anos. Entre 1997 e 2000 Elaine Braga ocupou o posto. Em 2000 Adriana Bastos passou a fazer dupla com Celina, permanecendo desde então.

## Discografia

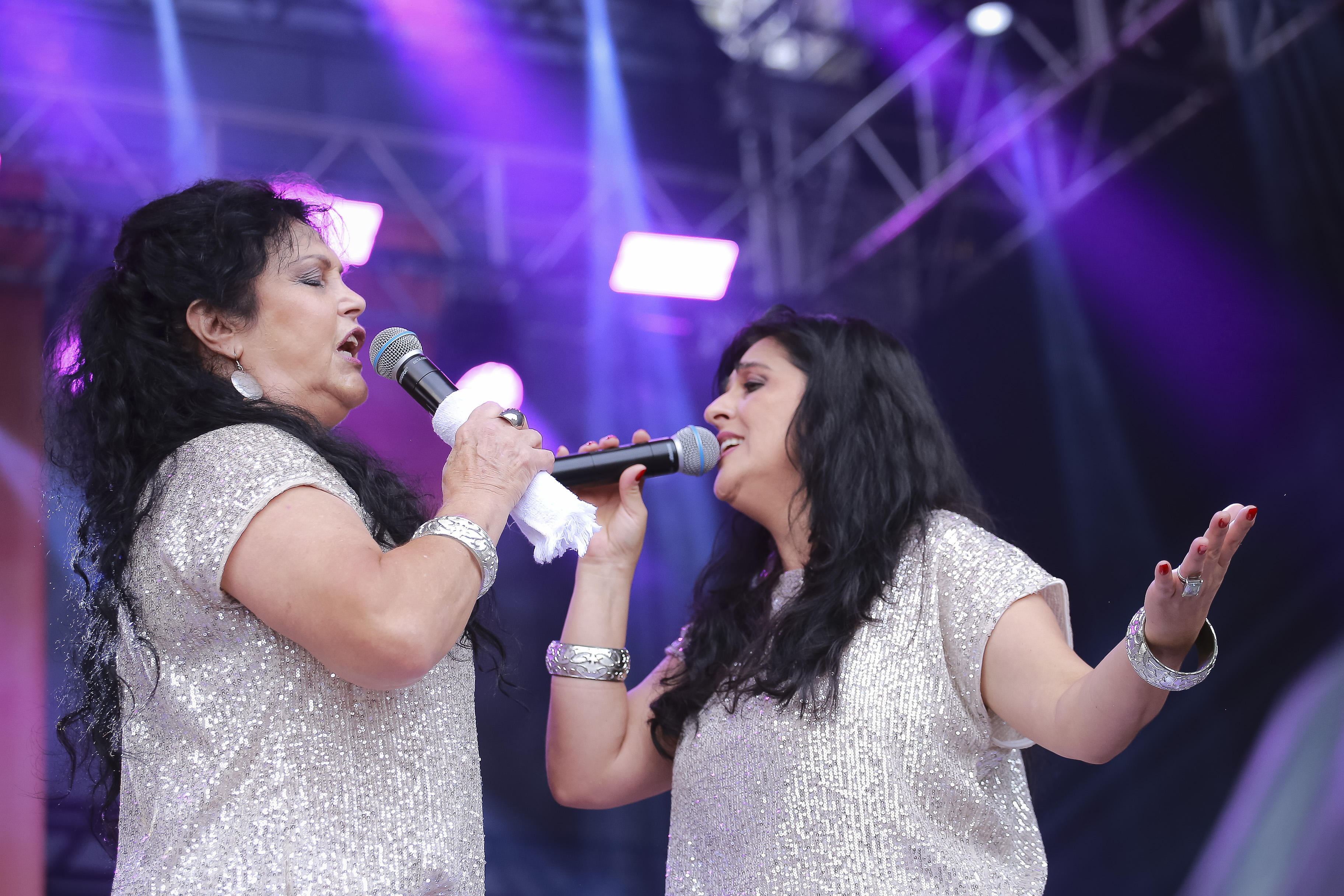
A dupla durante apresentação em São José dos Campos, SP (2023)

- As Marcianas - Volume 1 (1984)
- As Marcianas - Volume 2 (1986)
- As Marcianas - Volume 3 (1989)
- As Marcianas - Volume 4 (1991)
- As Marcianas - Volume 5 (1992)
- As Marcianas - Volume 6 (1994)
- As Marcianas - Volume 7 (1998)
- As Marcianas - Volume 8 (2000)
- 20 Anos de Sucesso (2004)
- 25 Anos - Ao Vivo (2013)
- Chameguinho (2014)
- Recado (2016)
- 35 Anos - Ao Vivo (2018)
- Compacto As Marcianas (2019)
- Podia Ser Eu (2020)
- Cola Aqui Meu Bem (2022)
- Mãe Aparecida (2023)
- Virou Rotina (2023)
- Guarânia da Despedida (2024)